# Заида
„Заида ” је југословенски ТВ музички филм из 1965. године. Режирао га је Даниел Марушић а либрето је написао Јохан Андреас Шахтнер.